# Karl-Heinz Harmansa
Karl-Heinz Harmansa (* 23. März 1932; † 27. Juni 2001) war ein deutscher Tischtennisspieler. Er wurde zweimal deutscher Meister im Doppel.
Harmansa hatte seine stärkste Zeit in der ersten Hälfte der 1950er Jahre. Zunächst gehörte der Penholderspieler dem Verein Schwarz-Weiß Bochum an, Ende der 1940er Jahre wechselte er zum VfL Bochum. Mit diesem Verein wurde er von 1952 bis 1954 dreimal Westdeutscher Mannschaftsmeister und 1954 deutscher Vizemeister.
Bei Turnieren spielte er oft mit Bernie Vossebein Doppel. Mit ihm wurde er 1956 Westdeutscher Meister. 1951 und 1953 wurden sie Deutscher Meister, 1954 und 1956 erreichten sie Platz drei. 1954 belegte Harmansa Rang sieben in der DTTB-Rangliste (ohne DDR-Spieler). Einmal wurde er in die Nationalmannschaft berufen.
Aus beruflichen Gründen wechselte Harmansa 1953 zum Rheydter SpV und 1955 zum Verein Preussen Krefeld.